# Anna pomorska (1554–1626)
Anna (ur. 18 września 1554 w Wołogoszczy, zm. 10 września 1626 w zamku grabowskim nad Eldą) – księżniczka pomorska, księżna meklemburska na Güstrowie i Szwerynie, córka Filipa I z dynastii Gryfitów.

## Życiorys
Była dziewiątym w kolejności dzieckiem i najmłodszą córką Filipa I, księcia pomorskiego, szczecińskiego i wołogoskiego i Marii, elektorówny saskiej. Urodziła się w Wołogoszczy 18 września 1554. Gdy ukończyła 16. rok życia zaczęto ją swatać po kolei: w 1572 z Albrechtem Fryderykiem, księciem pruskim, w 1574 z hrabią oldenburskim Janem XVI, w 1578 ze starostą człuchowskim, Stanisławem Latalskim, wdowcem po ciotce księżniczki – Georgii, i wreszcie w 1580 zgłosił się do brata Anny Barnima X Młodszego Krzysztof Rozdrażewski, hrabia, pan na Ponsdorffie (Dębnikach) i starosta łęczycki, jednak z powodu rychłej śmierci tegoż w wyniku odniesionych ran w wojnie z Rosją podczas oblężenia Wielkich Łuk i ten projekt upadł jeszcze w tym samym roku.
Ostatecznie Anna poślubiła Ulryka III, księcia meklemburskiego na Güstrowie i Szwerynie. Uroczystość odbyła się 9 grudnia 1588 w Wołogoszczy. Małżeństwo pozostało bezpotomne, a Ulryk III zmarł 14 marca 1603. Po jego pogrzebie księżna osiadła w swoich wdowich posiadłościach na zamku w Grabow, gdzie 10 września 1626 zmarła. Pochowano ją w kościele katedralnym w Güstrow 14 grudnia tegoż roku, obok męża.

### Genealogia
| Jerzy I pomorski ur. 11 IV 1493 zm. na przeł. 9/10 V 1531 | Jerzy I pomorski ur. 11 IV 1493 zm. na przeł. 9/10 V 1531 |                                                     |                                                     | Amelia reńska ur. 25 VII 1490 zm. 6 I 1525 | Amelia reńska ur. 25 VII 1490 zm. 6 I 1525 |  |  | Jan ur. ? zm. ? | Jan ur. ? zm. ? |                                                   |                                                   | Małgorzata (Anhalt) ur. ? zm. ? | Małgorzata (Anhalt) ur. ? zm. ? |
|                                                           |                                                           |                                                     |                                                     |                                            |                                            |  |  |                 |                 |                                                   |                                                   |                                 |                                 |
|                                                           |                                                           |                                                     |                                                     |                                            |                                            |  |  |                 |                 |                                                   |                                                   |                                 |                                 |
|                                                           |                                                           | Filip I wołogoski ur. 14/15 VII 1515 zm. 14 II 1560 | Filip I wołogoski ur. 14/15 VII 1515 zm. 14 II 1560 |                                            |                                            |  |  |                 |                 | Maria saska ur. 15 XII 1516 zm. w okr. 5–7 I 1583 | Maria saska ur. 15 XII 1516 zm. w okr. 5–7 I 1583 |                                 |                                 |
|                                                           |                                                           |                                                     |                                                     |                                            |                                            |  |  |                 |                 |                                                   |                                                   |                                 |                                 |
|                                                           |                                                           |                                                     |                                                     |                                            |                                            |  |  |                 |                 |                                                   |                                                   |                                 |                                 |
|                                                           |                                                           |                                                     |                                                     |                                            |                                            |  |  |                 |                 |                                                   |                                                   |                                 |                                 |

|  |  |  |  | Anna (ur. 18 IX 1554, zm. 10 IX 1626) |